# Als je voor me staat (lied)
Als je voor me staat is een lied van de Nederlandse zanger Jaap Reesema. Het werd in 2023 als single uitgebracht en stond in hetzelfde jaar als eerste track op het gelijknamige album.

## Achtergrond
Als je voor me staat is geschreven door Jaap Reesema, Joren van der Voort, Arno Krabman en geproduceerd door Van der Voort en Krabman. Het is een ballad uit de nederpop waarin de liedverteller zingt over jezelf verliezen in de liefde. Het lied was de titelsong van het eerste Nederlandstalige album van de zanger. Reesema schreef het lied voor zijn vrouw Kim Kötter. Hij deed dit nadat hij de huwelijksvideo van zijn eigen bruiloft terugkeek.
Voor de bijbehorende videoclip waren beelden opgenomen van verschillende stellen op hun bruiloft, waaronder Reesema en Kötter.

## Hitnoteringen
Het lied was bescheiden succesvol in zowel Nederland als België. De piekpositie in de Vlaamse Ultratop 50 was de 23e plaats in de twaalf weken dat het in deze hitlijst te vinden was. Het bereikte de Nederlandse Top 40 niet, al kwam het wel tot de derde plaats van de Tipparade. In de Single Top 100 was er geen notering.